# Victor Chapman
Victor Emmanuel Chapman född i USA 1892, död 23 juni 1916 i Douaumont Frankrike, var en amerikansk flygpionjär, samt den första amerikanska pilot som omkom under första världskriget.
Victor Chapman växte upp med en amerikansk pappa och en italiensk mamma som avled när Chapman var sex år. Innan han studerade vid college tillbringade han ett år i Frankrike och Tyskland för att lära sig språk. Han utexaminerades från Harvard 1913 och återvände till Frankrike som Beaux-Arts-student för att studera arkitektur i Paris. När första världskriget bröt ut flydde han med sin pappa och styvmor från Paris till London.
Chapman kom i London till den övertygelsen att Frankrike behövde hjälp, han undersökte möjligheterna att återvända för att själv deltaga i striderna. Han antogs som menig soldat i franska främlingslegionen september 1914. Efter att hans regemente förflyttades till Alsace stötte Chapman på flera amerikaner som tjänstgjorde i andra regementen.
Eftersom han var flygintresserad överfördes han efter tio månader i augusti 1915 till de franska luftstridskrafterna. Äntligen kände han att han kunde tillföra något, hela tiden han tillbringat i skyttegravarna ansåg han vara bortkastad, eftersom det inte ledde fram till något. Vid stridsflyget var han med om utvecklandet av bombfällning mot luftskepp, med hans kunskaper om bombfällning ville han fortsätta och utbilda sig till stridsflygare, han ansökte om att bli förflyttad i den flygsquadron som Norman Prince och Elliott Cowdin försökte bygga upp. Han fick i september flygutbildning vid flygskolan i Avord 1916, efter utbildningen for han i april 1916 till American Escadrille i Luxeuil. Där lärde han sig på kort tid mer om flygning i ett Nieuportflygplan än han lärt sig under hela den tidigare fem månader långa utbildningen. Vid Escadrille Lafayette utnämndes han till sergeant.
Under ett flyguppdrag 17 juni skadades han i ansiktet, trots detta fortsatte han att tjänstgöra. Med huvudet inlindat i bandage flög han tillsammans med kapten Thenault, Norman Prince och Lufbery ett uppdrag nordöst om Douaumont 23 juni 1916. När man nådde frontlinjen såg man två tyska flygplan som man attackerade, under striden kom ytterligare tre tyska flygplan, och man beslöt att dra sig ur striden, vid landningen saknades Chapman. Maurice Farman som samtidigt var ute på en spaningsflygning över området, såg hela luftstriden från luften, han såg på avstånd att ett Nieuportflygplan med motorn igång, som i en okontrollerad flygning slog i marken. Troligen var Chapman död redan i luften. Han blev den första amerikanska stridsflygare som omkom i en luftstrid.
Han tilldelades många dekorationer, bland annat franska Medaille Militaire.